# Lista de campeãs do carnaval de Pelotas
Lista de campeãs do carnaval de Pelotas.

## Grupo Especial
| Ano                                  | Campeã                    | Enredo                                                                                     | Ref.                 |
| ------------------------------------ | ------------------------- | ------------------------------------------------------------------------------------------ | -------------------- |
| 1961                                 | General Telles            |                                                                                            | [ 1 ]                |
| 1963                                 | General Telles            |                                                                                            | [ 1 ]                |
| 1964                                 | General Telles            |                                                                                            | [ 1 ]                |
| 1966                                 | General Telles            |                                                                                            | [ 1 ]                |
| 1968                                 | General Telles            |                                                                                            | [ 1 ]                |
| 1969                                 | General Telles            |                                                                                            | [ 1 ]                |
| 1972                                 | General Telles            |                                                                                            | [ 1 ]                |
| 1973                                 | General Telles            |                                                                                            | [ 1 ]                |
| 1975                                 | General Telles            |                                                                                            | [ 1 ]                |
| 1977                                 | General Telles            |                                                                                            | [ 1 ]                |
| 1978                                 | Estação Primeira do Areal |                                                                                            | [ 2 ]                |
| 1979                                 | Estação Primeira do Areal |                                                                                            | [ 2 ]                |
| 1980                                 | General Telles            |                                                                                            | [ 1 ]                |
| 1981                                 | Estação Primeira do Areal |                                                                                            | [ 2 ]                |
| 1982                                 | General Telles            |                                                                                            | [ 1 ]                |
| 1984                                 | General Telles            |                                                                                            | [ 1 ]                |
| 1985                                 | Estação Primeira do Areal | Brilhos de Sol.                                                                            | [ 2 ]                |
| 1986                                 | Academia do Samba         | Num mar de ilusões...É nessa onda que eu vou.                                              | [ 3 ]                |
| Duas campeãs em 1987.                |                           |                                                                                            |                      |
| 1987                                 | Academia do Samba         |                                                                                            |                      |
| 1987                                 | General Telles            |                                                                                            | [ 1 ]                |
| 1988                                 | General Telles            |                                                                                            | [ 1 ]                |
| 1990                                 | General Telles            |                                                                                            | [ 1 ]                |
| Não ocorreu desfile oficial em 1993. |                           |                                                                                            |                      |
| 1994                                 | Unidos do Fragata         |                                                                                            | [ 4 ]                |
| 1995                                 | Unidos do Fragata         |                                                                                            | [ 4 ]                |
| 1996                                 | Unidos do Fragata         |                                                                                            | [ 4 ]                |
| 1997                                 | Unidos do Fragata         |                                                                                            | [ 4 ]                |
| 1998                                 | Estação Primeira do Areal |                                                                                            | [ 2 ]                |
| 1999                                 | Unidos do Fragata         | No Pampa de Ouro Reluz a Espora de Prata.                                                  | [ 4 ]                |
| 2000                                 | Unidos do Fragata         | Brasil 500 Anos de Folia.                                                                  | [ 4 ]                |
| 2001                                 | Unidos do Fragata         | Na Era de Aquarius, Navegar Eu Vou.                                                        | [ 4 ]                |
| Duas campeãs em 2002.                |                           |                                                                                            |                      |
| 2002                                 | Estação Primeira do Areal | No universo da sétima arte, a imitação da vida... O filme...                               | [ 4 ]                |
| 2002                                 | Unidos do Fragata         | No toque do tambor, Ogum mandou Giba Giba aqui.                                            | [ 4 ]                |
| 2003                                 | Unidos do Fragata         | Pelotas doce Princesa do Sul.                                                              | [ 4 ] [ 5 ]          |
| 2004                                 | General Telles            | No coração da Telles brilha a estrela Dicléa.                                              | [ 1 ]                |
| Duas campeãs em 2005.                |                           |                                                                                            |                      |
| 2005                                 | Estação Primeira do Areal | Primavera tropical no meu Brasil brasileiro.                                               | [ 2 ] [ 6 ]          |
| 2005                                 | General Telles            | Da batalha dos anjos ao 14 Bis de Santos Dumont.                                           | [ 1 ]                |
| 2006                                 | General Telles            | Há um quê de sonho e magia, requinte e sedução - Diamantinos: 100 anos de glória e paixão. | [ 1 ] [ 7 ]          |
| 2007                                 | Estação Primeira do Areal | Africanos, os saberes desse povo e toda a sua resistência.                                 | [ 2 ]                |
| 2008                                 | Academia do Samba         | Um Baile de Máscaras na Avenida... O Centenário Áureo Cerúleo.                             | [ 8 ]                |
| 2009                                 | Estação Primeira do Areal | Pelos caminhos das águas, os espanhóis desbravaram o Amazonas em busca do Eldorado.        | [ 2 ]                |
| 2010                                 | General Telles            | Em festa de bamba, o teatro vira samba.                                                    | [ 1 ]                |
| 2011                                 | Estação Primeira do Areal | Bahia de Todos os Santos, onde reflete o farol.                                            | [ 9 ]                |
| 2012                                 | Estação Primeira do Areal | Na terra do charque doces momentos vivi                                                    | [ 10 ] [ 11 ]        |
| 2013                                 | Estação Primeira do Areal | O céu é meu teto, a terra minha pátria e a liberdade minha religião.                       | [ 12 ] [ 13 ] [ 14 ] |
| 2019                                 | General Telles            | Façam suas apostas, a sorte foi lançada.                                                   | [ 15 ] [ 16 ]        |

### Número de títulos por escola
| Escola                    | Títulos |
| ------------------------- | ------- |
| General Telles            | 22      |
| Estação Primeira do Areal | 12      |
| Unidos do Fragata         | 9       |
| Academia do Samba         | 3       |